# Nedoceratops
A Nedoceratops (jelentése 'elégtelen szarv arc', az orosz nedo- 'elégtelen', valamint az ógörög κέρας / kérasz 'szarv' és ωψ / -opsz 'arc' szavak összetételéből, a hiányzó orrszarvra utalva) a növényevő ceratopsida dinoszauruszok egyik neme, amely a késő kréta időszakban élt Észak-Amerikában. Csak egy Wyoming államban felfedezett rossz állapotban megőrződött koponya alapján ismert, amiről 1905-ben Diceratops néven készült leírás. Évekkel később úgy ítélték meg, hogy a Triceratops egyik faja volt, de egy újabb keletű elemzés (Forster, 1996) megmutatta, hogy önálló nembe tartozik. Mivel a Diceratops foglalt névnek számít, 2007-ben átnevezték Nedoceratopsra.

## Felfedezése

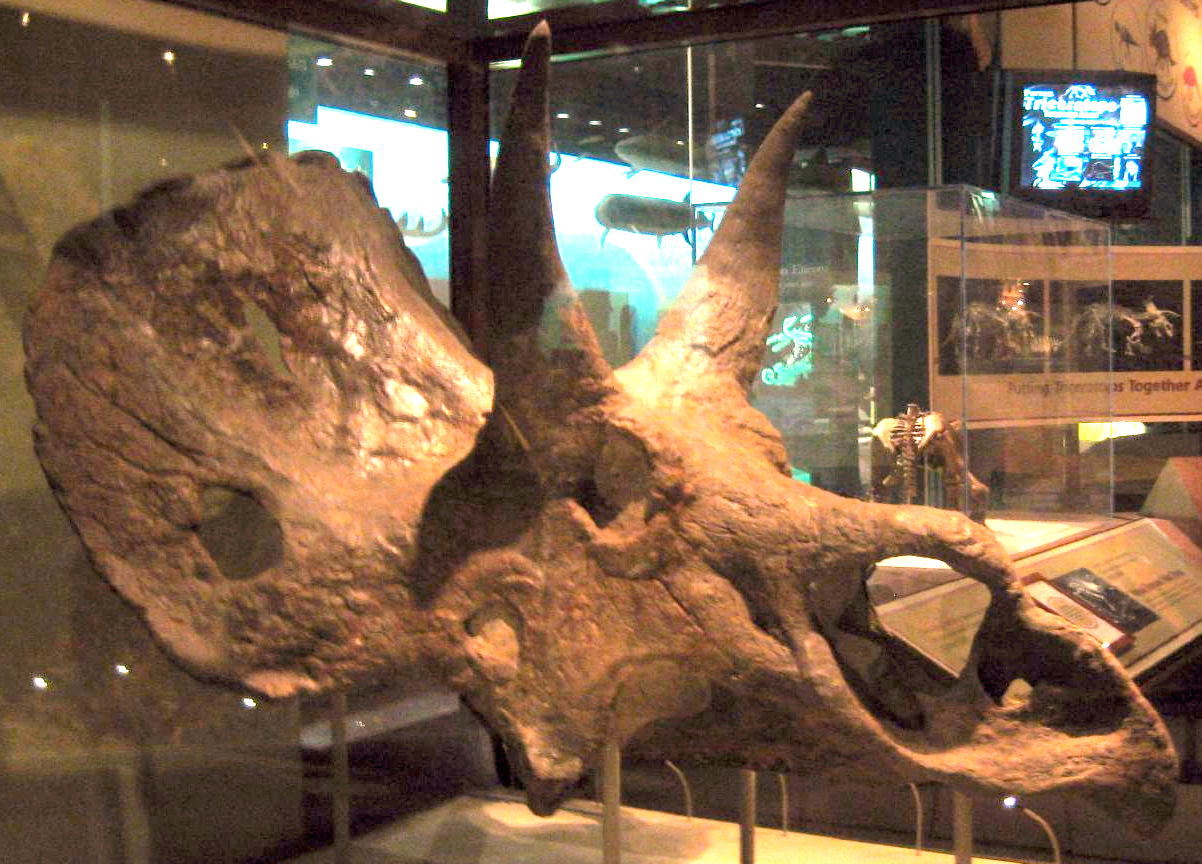
A Nedoceratops hatcheri koponyája

A Nedoceratopsról elsőként Diceratops ('két szarv arcú') néven készült leírás, de a névről kiderült, hogy már lefoglalták egy hártyásszárnyú számára (Foerster, 1868). Jelenlegi nevét A. Sz. Ukrainszkij alkotta meg 2007-ben. Azonban a névváltozásról nem tudva Octávio Mateus 2008-ban ismét átnevezte az állatot Diceratusra. Ez a név jelenleg a Nedoceratops fiatalabb szinonimájaként ismert.
A Nedoceratopsot leíró eredeti cikk O. C. Marsh magnum opusához, a Ceratopsidae monográfiához tartozott. Sajnálatos módon Marsh (1899-ben) elhunyt, mielőtt a művet megírta volna, ezért John Bell Hatcher próbálta befejezni a Triceratopsról szóló részt. Hatcher azonban, mielőtt a munkával végzett volna, 1904-ben, 42 éves korában meghalt tífuszban. A cikket Richard Swann Lull fejezte be 1905-ben, aki egy Hatcher által egy koponyáról készített leírást külön, Diceratops hatcheri néven jelentetett meg.
Mivel a Diceratops cikket Hatcher írta, és a halála után Lull csak a névadásban és a megjelentetésben közreműködött, Lull nem volt meggyőződve a Diceratops egyediségéről, hanem úgy vélte, hogy a lelet egy kóros elváltozás eredménye. 1933-ban Lull meggondolta magát a Diceratopsszal kapcsolatban és T. obtusus néven a Triceratops fajává tette; nagyrészt az egyed életkorának tulajdonítva az eltéréseket.

## Anatómia
A rossz állapotban megőrződött koponya az egyetlen Nedoceratopshoz kapcsolt fosszília. Hatcher másik Triceratops koponyájához hasonlóan Kelet-Wyomingban került elő. Felszínesen hasonlít a Triceratopséra, de a közelebbi vizsgálat alapján eltér attól: az orrszarva helyén csak egy lekerekített csonk látható, a szemöldökszarvak (az occipitalok) pedig majdnem függőlegesen állnak. A többi Triceratops koponyával összevetve (2 méteres hosszával) kissé nagyobb az átlagnál, az arcrésze azonban rövidebb. Más ismert Triceratops koponyáktól eltérően a nyakfodron nagy nyílások helyezkednek el. Ezek közül némelyik kóros elváltozásnak, némelyik pedig genetikai eredetűnek tűnik. Több szerző szerint a Nedoceratops a Triceratops közvetlen őse vagy legalábbis a legközelebbi rokona lehet.

## Osztályozás
A Nedoceratops a Ceratopsia alrendágba tartozik, a papagájszerű csőrrel rendelkező növényevő dinoszauruszok csoportjába (az ógörög eredetű név jelentése 'szarv arcú'), amely a kréta időszak során Észak-Amerika és Ázsia területén élt. A kréta időszak végén, mintegy 65 millió évvel ezelőtt az összes Ceratopsia kihalt.

## Fajok
Típusfaj:
- Nedoceratops hatcheri (Hatcher vide Lull, 1905 [eredetileg Diceratops]). Rossz állapotban megőrződött koponya.

## Táplálkozása
A Nedoceratops a többi ceratopsiához hasonlóan növényevő volt. A kréta időszak során a virágos növények elterjedése „a szárazföldön földrajzilag behatárolódott”, így valószínű, hogy ez az állat az időszak domináns növényeit, a páfrányokat, a cikászokat és a tűlevelűeket fogyasztotta, melyekről éles csőrével leveleket vagy tüskéket téphetett le.

## Fordítás
- Ez a szócikk részben vagy egészben a Nedoceratops című angol Wikipédia-szócikk ezen változatának fordításán alapul.  Az eredeti cikk szerkesztőit annak laptörténete sorolja fel. Ez a jelzés csupán a megfogalmazás eredetét és a szerzői jogokat jelzi, nem szolgál a cikkben szereplő információk forrásmegjelöléseként.